# Enric I del Congo
Henrique I o Enric I del Congo fou manikongo del regne del Congo de 1567 a 1568. Com el seu predecessor, Bernat I, Enric va morir mentre defensava les fronteres del regne. Fou mort mentre lluitava contra els bateke del regne Anziku. Fou el darrer rei de la dinastia kilukeni, descendents del fundador del regne.